# Мильборн, Коринна
Коринна Мильборн (нем. Corinna Milborn; род. 19 декабря 1972, Инсбрук, Австрия) — австрийский политолог и журналист. Мильборн известна работами в области прав человека, в том числе затрагивающими принудительную проституцию и нелегальную иммиграцию.

## Биография
Коринна Мильборн родилась в Инсбруке. Её детство прошло в Австрии, Италии, США и Франции.
Мильборн начала карьеру в 1996 году в Гватемале как исследователь прав человека, о чём в 2002 году опубликовала книгу «Гватемала — страна в поисках мира» (Guatemala — Ein Land auf der Suche nach Frieden). С 1998 по 2002 годы Мильборн занимала должность пресс-секретаря Всемирного фонда дикой природы. Её опыт в области журналистики включает работу политологом в газете Format и должность заместителя главного редактора в газете News. В мае 2013 года Мильборн стала информационным директором телеканала Puls 4.
Мильборн была литературным редактором автобиографий австрийской жертвы похищения Наташи Кампуш (совместно с Хайке Гронемайер) и модели сомалийского происхождения Варис Дирие. В 2008 году Мильборн вместе с Мэри Кройцер опубликовала книгу Ware Frau, исследующую торговлю чернокожими женщинами в Европе. Для сбора информации Мильборн ездила в Нигерию. В 2009 году вышла следующая работа журналиста Gestürmte Festung Europa, освещающая проблему нелегальной иммиграции в Европу. Произведение получило Премию Бруно Крайского за лучшую политическую книгу.
Мильборн замужем за Эмануэлем Данешем, они воспитывают дочь.

## Награды
- 2007: Премия Бруно Крайского за лучшую политическую книгу.
- 2008: Премия «Конкордия» за достижения в области прав человека.
- 2008: Европейская премия журналистов за выдающиеся достижения в области журналистики.
- 2011: Европейская премия за выдающиеся достижения в области журналистики.